# Callinstraße 4

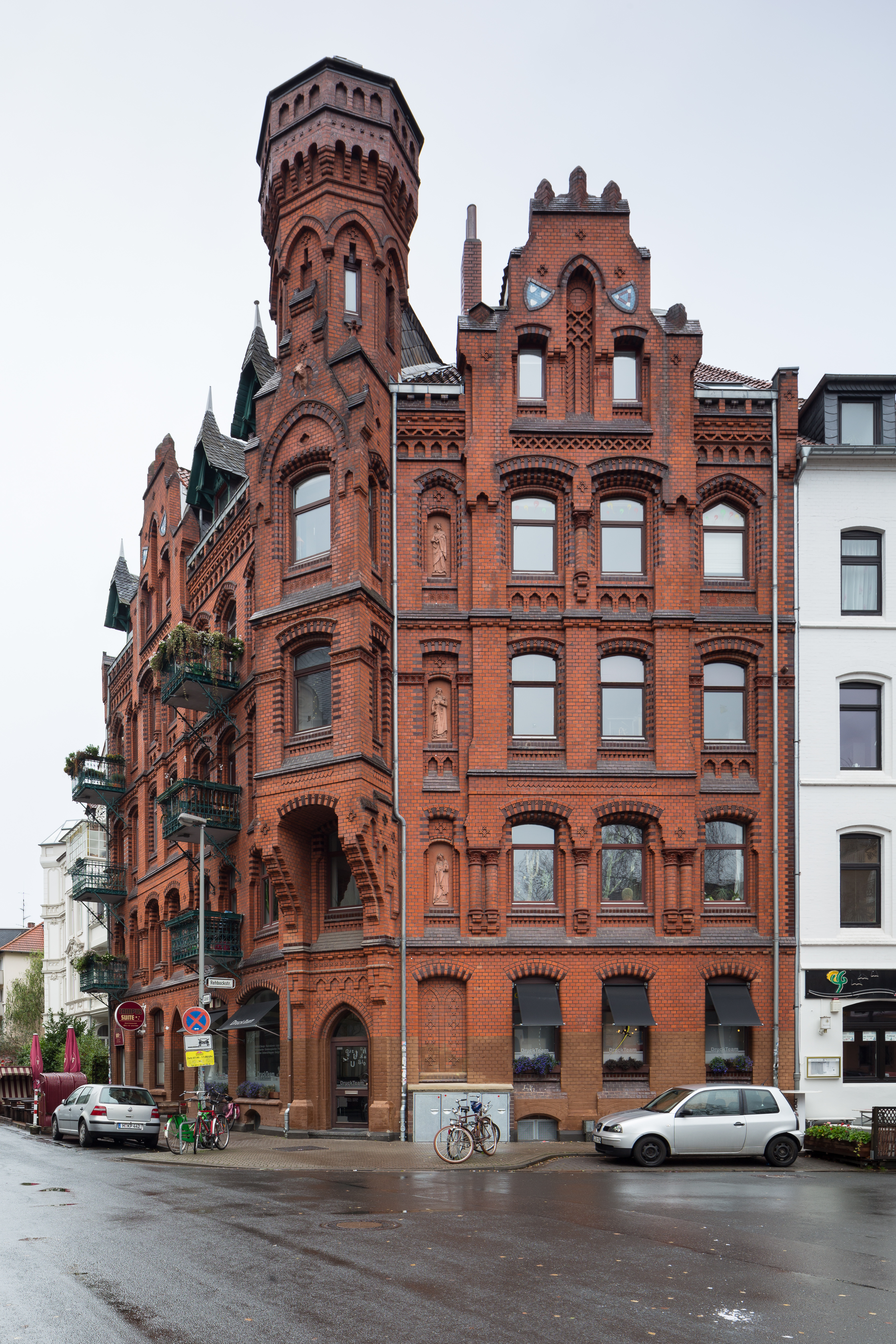
Die Eckdominante Callinstraße 4 Ecke Rehbockstraße

Das denkmalgeschützte Gebäude Callinstraße 4 in der niedersächsischen Landeshauptstadt Hannover aus dem Ende des 19. Jahrhunderts ist „ein qualitätvoller Backsteinbau, [...] der zwischen der einfachen Bebauung der Rehbockstraße und der anspruchsvolleren der Callinstraße als vermittelnder Eckbau eine städtebaulich bedeutende Situation markiert.“ Das um 1895 anfangs der Callinstraße an der Einmündung der Rehbockstraße errichtete Gebäude lehnt sich mit seinen gotisierenden Elementen an die Bautradition der Hannoverschen Architekturschule an. Architekt war ein Schüler von Conrad Wilhelm Hase, Friedrich Wedel.
Der mit Form- und Glasursteinen reich verzierte Bau ist mit seinem Eckerker und dem darüber aufragenden Turmaufbau abwechslungsreich gestaltet mit Staffelgiebeln und filialeähnlichen Aufsätzen, Balkonvorbauten mit aufwendigen schmiedeeisernen Elementen und Bauplastik.

## Geschichte

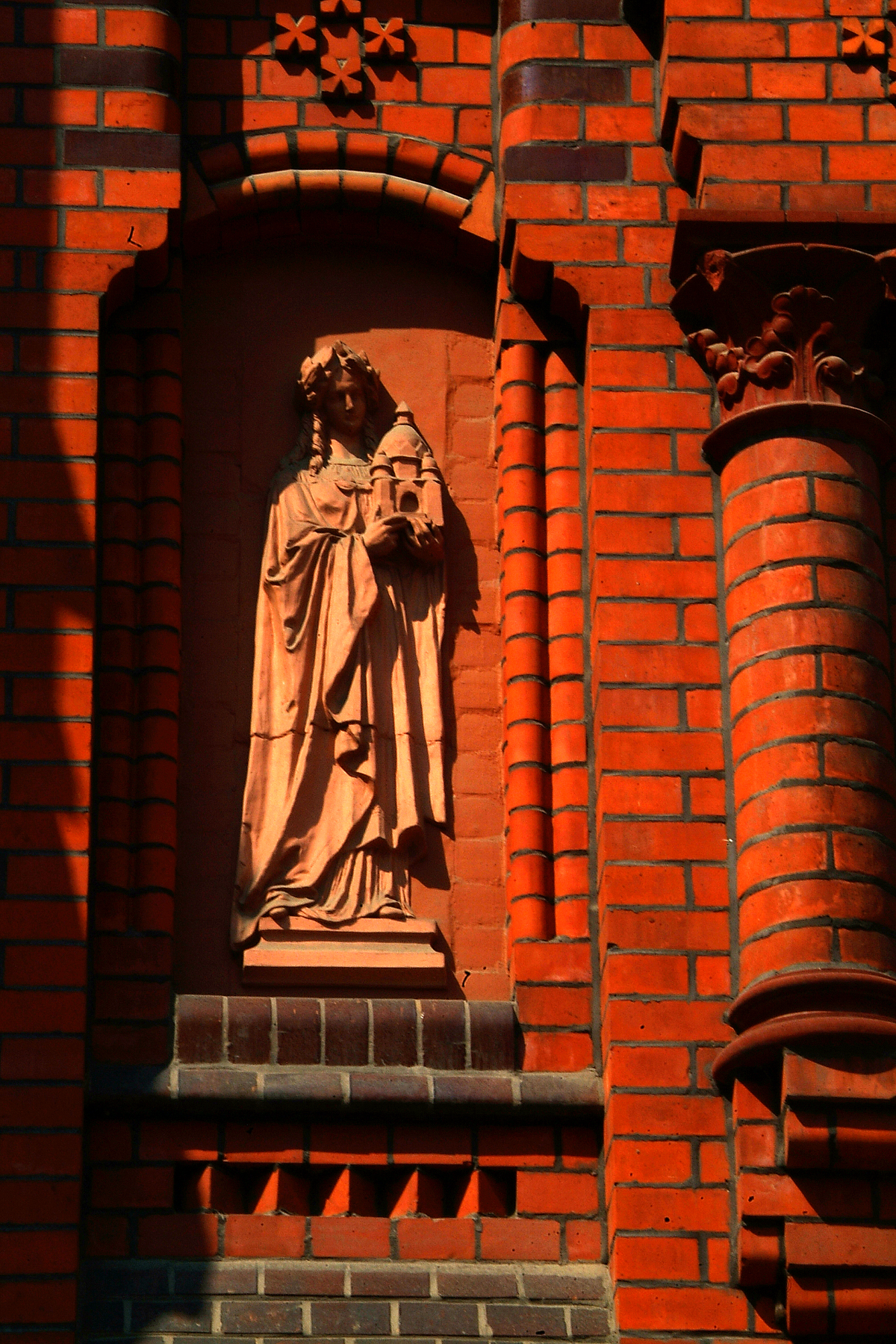
Halbplastische Skulptur mit einer Basilika in den Händen

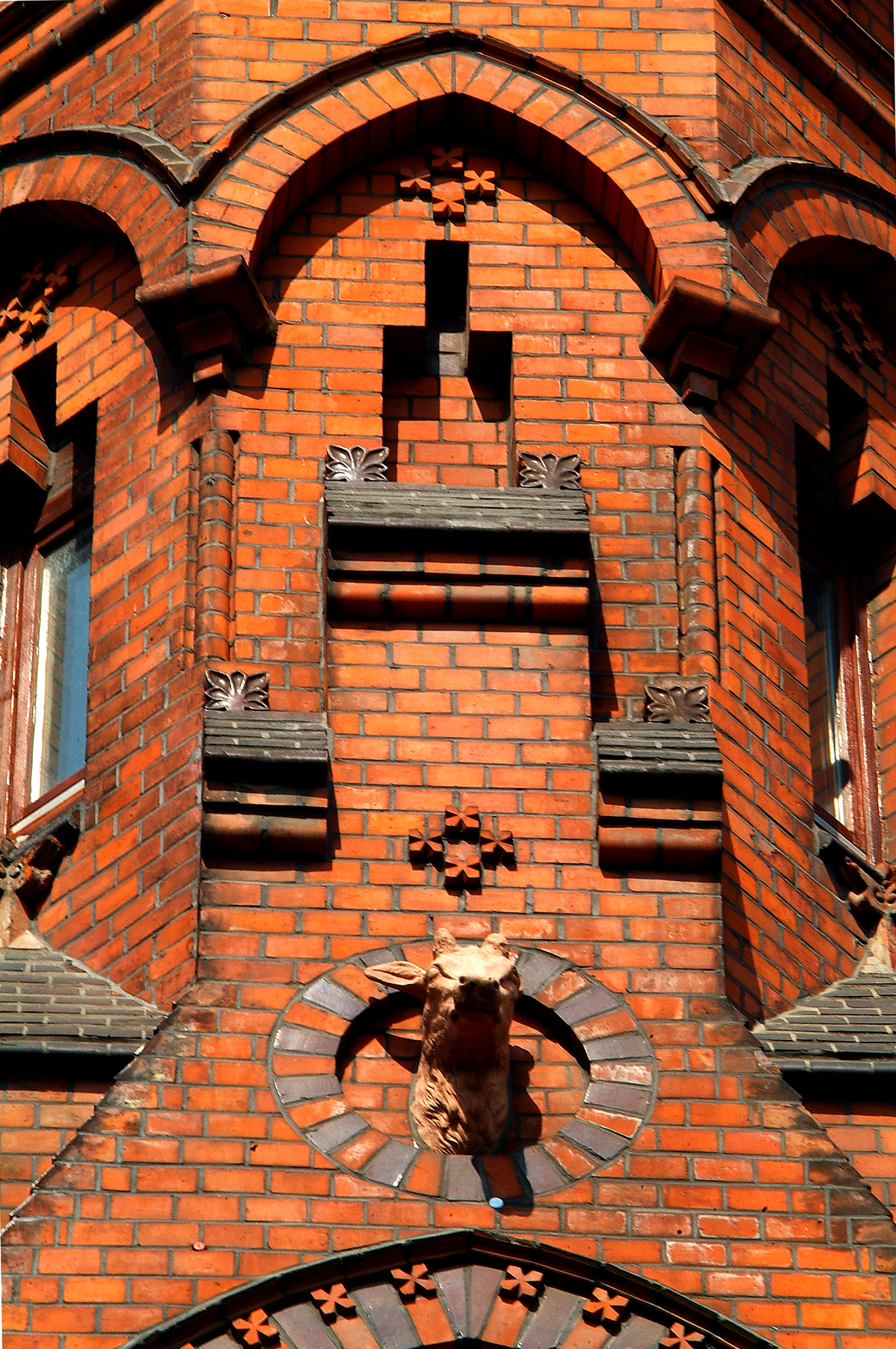
Kopf eines Rehbocks zwischen glasierten Formziegeln am Turmaufbau

Laut dem für das Jahr 1895 herausgegebenen Adreßbuch. Stadt- und Geschäfts-Handbuch der Königlichen Haupt- und Residenzstadt Hannover und der Stadt Linden war der erste Eigentümer der Mechaniker Ernst Stoffregen, der privat jedoch in der Ostwenderstraße 3A wohnte.
Zu den ersten Bewohnern des Hauses zählte um das Jahr 1900 der Geodät und Professor an der Technischen Hochschule Carl Johann Conrad Reinhertz.
Die beiden Anfang der 1980er Jahre erstellten Bände der Denkmaltopographie Bundesrepublik Deutschland erfassten die Eckdominante Callinstraße 4 als Einzeldenkmal.